# Alex Kotzky
Alex Kotzky (né le 11 septembre 1923 à New York et mort le 26 septembre 1996 dans la même ville) est un dessinateur de comic strip américain connu pour avoir créé la bande dessinée soap opera Apartment 3-G en 1961 avec le scénariste Nicholas P. Dallis. Au décès de Dallis en 1991, Kotzky a également assuré l'écriture du strip. Son fils Brian, qui l'assistait depuis plusieurs années, a repris Apartment 3-G au décès de son père.

## Prix
- 1968 : prix du comic strip réaliste de la National Cartoonists Society